# 简·施奈德
简·施奈德（英語：Jean Schneider）是一位美国历史学家，毕业于瓦萨学院，主要作品有《共和国时期：1869–1901》（The Republican Era: 1869–1901，与雷納德·杜皮·懷特合著，曾获1959年普利策历史奖）